# Русский классицизм
Русский классицизм — историко-региональный стиль, относящийся к общеевропейскому художественному направлению классицизма, возникший в XVIII веке в России под влиянием западноевропейской культуры и распространившийся во второй половине XVIII — первой половине XIX веков.
Эволюция классицистических идей в России отмечена несколькими этапами: русский, или екатерининский, классицизм середины и второй половины XVIII века, времени правления императрицы Екатерины II (в странах Западной Европы тот же период именуют неоклассицизмом), романтический классицизм начала XIX века, неоклассицизм в искусстве модерна рубежа XIX—XX веков, новый классицизм постмодерна XX—XXI веков.
Утверждение классицизма в русском искусстве стало симптомом его «созревания как одной из европейских школ».
| Период                          | Европа        | Россия                          |
| ------------------------------- | ------------- | ------------------------------- |
| XVII век                        | классицизм    | —                               |
| конец XVIII — середина XIX века | неоклассицизм | русский классицизм              |
| конец XIX — начало XX века      |               | неоклассицизм (ретроспективизм) |

## Периодизация
Границы, особенности содержания и наименования отдельных этапов развития классицистических идей и художественных форм в русском искусстве, их отношение к национальным традициям и православной идеологии в храмовой архитектуре, иконописи и фреске является предметом многих дискуссий и различных историко-теоретических концепций. Компромиссная точка зрения сводится к тому, что в разные периоды истории России в её духовной жизни попеременно доминировали восточные (византийские, тюркские, татарские) и западные (англо-итало-германо-французские) влияния. «Их качественно своеобразное воздействие на каждом историческом этапе определённым образом трансформировало российскую художественную ментальность, которая в своих исконных основах также неоднородна, поскольку изначально формировалась из разных источников». В академической традиции обычно выделяют три основных этапа развития идеологии классицизма в России:
- Ранний классицизм (1760-е — 1-я половина 1780-х годов). Этот этап характерен соединением новых форм с традициями барокко и рококо предыдущего времени;

- Зрелый, или строгий, классицизм (1780-е — 1790-е годы) — характеризуется ясностью и рациональностью композиций, восходящих к античному идеалу в его обобщённой форме, отсутствием посторонних реминисценций;

- Высокий, или поздний, классицизм, часто отождествляется с русским ампиром первой трети XIX века и «николаевским ампиром» времени правления императора Николая I (1825—1855).

## Социально-политические и художественные особенности русского классицизма
Художественный стиль классицизма складывался и развивался в России под воздействием прогрессивных социальных и гражданских идей эпохи Просвещения. Несмотря на господствующую идеологию самодержавия в России распространялись вольнодумство, идеи патриотизма и гражданственности, внесословной ценности человеческой личности. В античности, в особенности классической эпохе Древней Греции, находили пример идеального государственного устройства и гармоничных соотношений человека с природой. Античность (известная по памятникам литературы, скульптуры и архитектуры) воспринималась благодатной эпохой свободного развития личности, духовного и физического совершенства человека, идеальной порой человеческой истории без общественных противоречий и социальных конфликтов.
Появлению нового стиля предшествовало более чем полувековое развитие отечественного искусства Нового времени, характерное соединением старорусских традиций и своеобразного «русского барокко». «Русский ренессанс» XV столетия стал золотым веком древнерусской культуры, но оживлённые контакты с Западной Европой, прежде всего с Италией, благодаря прибытию на Русь в 1475 году Аристотеля Фьораванти из Болоньи и последовавших за ним «фряжских» мастеров, не привнесли коренного обновления культуры. В своих основах она оставалась каноничной. Только в начале XVIII века при Петре I и после него западноевропейские влияния стали обретать конкретную форму, но она была эклектичной, соединявшей разнородные элементы и влияния, например в архитектурном стиле «петровского барокко» и елизаветинского рококо, или барочного-рокайльного стиля графа Б. Ф. Растрелли в период царствования императрицы Елизаветы Петровны (1741—1761). И тот и другой стиль содержал в себе как ренессансные, маньеристические, барочные, так и классицистические элементы. По причине запаздывания стилевого развития в русском искусстве «многие этапы, последовательно проходившиеся другими европейскими народами… нередко оказывались как бы сросшимися, уплотненными… возникали иногда неожиданные соединения весьма разнородных явлений».
Исторический полистилизм российского искусства постренессансной эпохи обусловил и основные особенности русского классицизма середины и второй половины XVIII века. Новая российская культура, а с ней и различные виды искусства, были питались самыми разными источниками. Причем не из мировых центров ренессансной культуры, а, по причине удаленности, посредством вторичных и, как правило, смешанных, эклектичных вариантов, распространённых в странах Северной и Восточной Европы — Северной Германии, Дании, Восточной Пруссии, Чехии, Польши.
Классицизм оказался уместным в условиях укрепления культа государственности в Российской империи при Екатерине II. «Провозглашенный теорией приоритет общественного долга над личным чувством поощрял ощущения возвышенной единой атмосферы государственного мифа». Тема покровительства императрицы художествам занимала всё более прочное положение в политической риторике власти. «Устойчивое сопоставление царицы с Минервой — мифологической покровительницей наук и художеств, лишний раз подчеркивает, что „знатнейшие“ искусства в России процветают, как впрочем, и все остальное, „под сенью милосердия Великия Екатерины“».
Но одновременно с прославлением самодержавия парадоксально в эстетике русского классицизма екатерининского времени нашли отражение идеи французского Просвещения (правда, только на раннем этапе). Одно время даже было принято классицизм XVIII века называть «просветительским классицизмом», в отличие от «сословного классицизма» XVII столетия. Понятие «просвещенного разума», способного переустроить мир на благо человека, стало одним из общих мест.
Параллельно с классицизмом в России существовали и другие, не столь влиятельные стилевые течения, например русское рококо, шинуазри (китайщина) или «русская псевдоготика». По концепции С. В. Хачатурова «русскую готику» правильно рассматривать не в качестве самостоятельного неостиля, а как развитие и одновременно «внутристилевое противопоставление» в архитектуре екатерининского классицизма.
Именно классицизму, в отличие от романтизма, свойственна потребность в выработке собственной эстетической теории, поскольку идеология классицизма предполагает наличие рационалистической атмосферы. В России это совпало с основанием Императорская Академия художеств Академии художеств (1757), члены которой вначале переводили, а затем и сами составляли теоретические и методические «руководства», «труды» и речи. Кроме того, именно русскому классицизму в особенности свойственны моральные идеи гражданственности и служения общественному долгу.
А. П. Сумароков в «Слове на открытие Императорской Санкт-Петербургской академии художеств» (1764) обращал внимание на самую важную функцию искусства — служение общественному долгу:
Пиитические выражения и их изображения, хотя они и вымышлены, служат познанию естества, подражанию великих дел, отвращению от пороков, и всему тому, чего человечество к исправлению требует: и не редко больше имеют они успеха, нежели проповедуемая Мораль.
Искусство, таким образом, призвано, истребляя пороки, наставлять в добродетелях, воспитывать желание быть полезным, прежде всего — в служении отечеству. «Эта неразрывная связь заложенного в изящных формах чувственного удовольствия и нравственного императива вела к формульным декларациям эпохи, выраженным, в частности, в названии херасковского журнала „Полезное увеселение“ или в обозначенном Антоном Рафаэлем Менгсом предмете живописи — „увеселяя научать“».
«Как и идеология Просвещения, классицизм — стиль развитой цивилизации, в которой не место предрассудкам и порокам, порожденным дикостью и „тёмными“ неуправляемыми страстями. И чем больше в народе „обитают“ художества, тем „вящше смягчается его природная суровость, истребляется леность и праздноделие, удаляются вредные склонности“». Идеологи классицизма, по определению французского философа-просветителя Катрмера-де-Кенси, придерживались принципа создания «как бы нового мира, в котором предметы представляются нам такими, какими, по уверению природы, они могли бы быть».
Другой основополагающей задачей было подражание современной и гармоничной природе, причем греков ценили именно за это умение. Дидро подчеркивал, что изучать Античность — значит научиться правдиво видеть природу. Красота понимается как нечто, извлечённое из природы, но её же и превосходящая.
Искусство должно содействовать укрощению грубых страстей и способствовать восхождению от состояния невежества к «высшим разумениям», от варварства — к цивилизации, от грубой особи — к человеку просвещенному. Красота должна изображать истину и добродетель, заниматься нравственным воспитанием. Все плохое надо изображать в безобразном виде.
Изящные искусства рассматривались как необходимые и полезные. Когда они дойдут до самого совершенства и «сделаются у какого либо народа всеобщими», ожидается, что «мало по малу исчезает невежество и нечувствительность грубого и непросвещенного человека, разум его наполняется приятностями». Искусство таким образом считается одним из главнейших способов воспитания человека. Воспитательная функция — и в выборе сюжетов из подвигов и благородных поступков прошлого. Покровительство художникам поэтому — важнейшая добродетель властьимущих.

## Отношение к античности и многообразие наименований
Теоретики и практики русского классицизма воспринимали античное искусство в качестве эталона прекрасного и бесценного общеевропейского исторического наследия. Греки считались образцом умеренности и простоты, в отличие от египтян, которые основывались на неких «вымышленных правилах», или римлян, «все правила растерявших». Российские теоретики классицизма в этом «почтении к грекам» опирались на традицию, ранее сложившуюся в западноевропейской мысли — прежде всего в трудах Иоганна Винкельмана и Готтхольда Эфраима Лессинга. А. Н. Бенуа в связи с этим писал: «Законы абсолютной красоты… были изобретены для Европы на заре её сознательной жизни… Классика есть идея, к которой человечество возвращается каждый раз, когда оно чувствует в себе какие-то движения к объединению».
Однако по мере пристального изучения античности, увеличения базы археологических данных, развития классицистической эстетики, особенно в середине и второй половине XIX века, теоретики и практики стали отчётливее различать искусство Древней Греции и Рима республиканского и имперского периодов, классики и эллинизма, древних этрусков и греческих мастеров на территории Италии (мастеров неоаттической школы). Значительно расширился круг исторических и иконографических источников. Русские мастера стали ориентироваться не на обобщённый образ античности, а на конкретные памятники, весьма различающиеся между собой.
Это создало основу для возникновения новых классицистических и, одновременно, романтических течений, получивших в разных странах различные названия: неогреческий стиль, помпейский стиль, прусский эллинизм, мюнхенский классицизм, русский неоклассицизм и другие. В России были свои названия: помпеянский стиль, «неогрек», «в греческом вкусе». Заимствованные из Франции термины «неогрек», или «а ла грек» (фр. à la grecque — «под греков»), использовали в России XVIII—XIX веков, но они не сразу получили собственные значения, а вначале обозначали вообще моду на античность.

## Архитектура
Классицизм имеет особое значение в истории русской архитектуры. В ощущении пространства и исторического времени, через «греческие» колоннады и «римские» площади, русскому человеку стало возможным в полной мере чувствовать себя причастным к европейской истории. «Классицистический стиль зримо выражает историческую преемственность и эллинистический характер российской культуры, который был присущ ей с самого начала, с момента принятия христианства от Византии, но искажался прерывностью отечественной истории. Эта идея и ныне ярко прочитывается в классицистическом облике центра Санкт-Петербурга. „Петербургский стиль“ (если принять такое определение) является вполне оригинальной, истинно русской попыткой синтеза европейской художественной мысли, возможно, указывающей на будущее всеевропейского классического искусства. Особенности этого стиля можно классифицировать в качестве русской редакции общеевропейских ценностей художественной культуры».
А. Н. Бенуа писал по этому поводу: «Законы абсолютной красоты… были изобретены для Европы на заре её сознательной жизни… Классика есть идея, к которой человечество возвращается каждый раз, когда оно чувствует в себе какие-то движения к объединению».
Особенностью русского классицизма в архитектуре, как и в целом, и в других видах искусства, является эклектическое сочетание в одном произведении разностилевых элементов, отход от жёстко регламентированных норм и классицистических приёмов.
В раннем русском классицизме 1760—1770 годов, называемом ранним екатерининским классицизмом, по времени правления императрицы Екатерины II (1762—1796), сохранялась пластика и динамика форм, присущих барокко и рококо, в эпоху зрелого классицизма 1770—1790 годов появились классические типы дворца-усадьбы и городского особняка, ставшие образцами строительства загородных дворянских усадеб и парадной застройки российских городов. Основной особенностью «екатерининского» этапа развития архитектуры русского классицизма является множественность стилевых течений. Практически каждый крупный мастер, включая иностранных художников, работавших в России, олицетворял отдельное течение.
Так, например, итальянец А. Ринальди представлял в России ранний романтический классицизм с элементами барочно-рокайльного стиля и тонкими стилизациями исторических мотивов. Ж. Б. Валлен-Деламот был представителем французской школы академического классицизма, восходящего к постройкам К. Перро и Ф. Блонделя в Париже. Шотландец Ч. Камерон привнёс в русскую архитектуру «помпейский стиль» и своё восхищение руинами Древнего Рима. Обрусевший немец Ю. М. Фельтен создавал в Санкт-Петербурге оригинальный вариант тонкого, с элементами рокайля, классицистического стиля.
Дж. Кваренги, И. Е. Старов, Н. А. Львов, В. И. Неелов, Л. Руска представляли в России палладианство. Но, в отличие от построек самого А. Палладио, они связывали замкнутые и симметричные композиции с пространством городского пейзажа, как это делал Кваренги, или, применяя открытые колоннады и циркумференции, с просторами сельских усадеб, создавая совершенно оригинальные композиции
А. Ф. Кокоринов, в отличие от других, не учился за границей, участвовал в строительстве здания Императорской Академии художеств в Петербурге (1764—1788) по проекту Ж. Б. Валлен-Деламота.
В. И. Баженов, получив образование и славу во Франции, и М. Ф. Казаков, учившийся только в Москве исключительно на практике помощником Баженова, оба, но каждый по-своему, создавали варианты архитектуры оригинального московского классицизма. Московский и особенный вариант русского провинциального классицизма создавали Д. И. Жилярди, О. И. Бове, А. Г. Григорьев). Отдельно рассматривают «послепожарный классицизм» московской архитектуры, восстанавливаемой после пожара города 1812 года. Особенный интерес представляет застройка провинциальных российских городов, начатая при Екатерине II, ансамбли городских центров Нижнего Новгорода, Костромы, Твери, Ярославля.
Архитектуру периода раннего правления императора Александра I до начала Отечественной войны 1812 года с наполеоновской Францией называют александровским классицизмом. Этот термин ввёл в обиход И. Э. Грабарь. Стиль александровского классицизма был ориентирован на идеалы демократических Афин, в то время, как русский ампир последующего, послевоенного периода — на триумфальные формы искусства императорского Рима.
«Довоенный» архитектурный стиль, главным образом Санкт-Петербурга, имеет неповторимые особенности, обусловленные содержанием эпохи и спецификой императорского правления. Главная особенность художественного стиля александровского классицизма 1800—1810-х годов заключается в романтическом мироощущении и стремлении искать прообразы актуальных художественных форм способом последовательного проникновения в глубь веков. Причем основной формообразующей идеей подобного историзма было стремление к наибольшей простоте, ясности, строгости и монументальности. С воцарением Александра, как писал И. Э. Грабарь, «решающее значение получили формы Древней Греции, притом Греции архаической VI и V веков. От архаизма греческого был один только шаг до Египта, влияние которого также не замедлило сказаться».
Планировка и застройка центральных площадей Санкт-Петербурга в начале XIX века создала новый жанр в искусстве — «архитектуру дальних перспектив». Ни в одной из европейских столиц, из-за их древности и напластований хаотической застройки, такое было невозможно. Молодой город сумел к началу XIX века придать себе «строгий, стройный вид» именно благодаря архитектурному классицизму. Главным проспектом города стала сама Нева, «её державное теченье» (определения А. С. Пушкина), которым измерена ширина улиц и высота шпилей, и даже колорит зданий: серое, белое и светло-жёлтое в сочетании с позолотой, гранитом и мрамором над свинцово-серой тяжестью воды и под серебристо-серым низким северным небом. Параллельно течению Невы из трёх площадей — Дворцовой, Адмиралтейской и Сенатской, слившихся в одну, более километра длиной, — возникла впечатляющая искусственная перспектива. Завершение этой перспективы принадлежит итальянскому гению Карло Росси.
Архитектуру, созданную К. Росси, часто соотносят со стилем ампир. После триумфа России в Отечественной войне 1812 года идеология национального романтизма соединилась с эстетикой и художественными формами французского стиля империи. Однако существуют и различия, поэтому не все историки русской архитектуры признают определение «русский ампир». Индивидуальный стиль Карло Росси мягче, живописнее, чем у его французских коллег Персье и Фонтена, и, одновременно смелее, шире, пространственнее. В грандиозных ансамблях, созданных К. Росси в российской столице, есть и строгость подлинного классицизма, и разнообразие палладианских мотивов, и пафос пространства, свойственный барочному мышлению. Итальянизмы россиевского стиля претворились в «пейзаж русской души».
Многосоставность этого стиля стала причиной того, что архитектура К. Росси и его школы оказалась переходной, открывшей пути стилевых поисков в период историзма и эклектики середины и второй половины XIX века В целом, в отличие от французского, петербургский ампир оказался в композиционном отношении более разнообразным и пространственно-живописным.
Многие исследователи усматривают в особенной живописности и многосоставности позднего русского классицизма, или ампира, барочный оттенок. Доля истины в этом утверждении состоит в том, что петербургский, московский и провинциальный русский классицизм унаследовал от предшествующего своеобразного маньеристично-барочного сплава живописность, особенную пластичность и подвижность. Это проявилось в изгибах фасадов, скругленных углах зданий, мягкости красочных гамм. Стремление к живописности усугубляется истинно русским пониманием шири пространства.
На рубеже XIX—XX веков после недолгого перерыва возрос интерес к палладианству в границах неоклассического течения в искусстве периода модерна. Став предметом размышлений зодчих-неоклассиков, и, прежде всего, И. В. Жолтовского, И. А. Фомина, В. А. Щуко, А. В. Щусева, А. Е. Белогруда, Л. А. Ильина и других, неопалладианство неожиданно оказалось востребованным и последующей сталинской эпохой, в до и послевоенной застройке городов СССР.
- Дом Пашкова в Москве. 1784—1786. Проект В. И. Баженова
- Здание Главного Адмиралтейства в Санкт-Петербурге. Центральная башня. 1806-1823. Архитектор А. Д. Захаров
- Казанский собор. Санкт-Петербург. 1801-1811. Архитектор А. Н. Воронихин.  Фотохром Петра Павлова
- Таврический дворец. Санкт-Петербург. 1783—1789. Архитектор И. Е. Старов
- Здание Главного штаба на Дворцовой площади в Санкт-Петербурге. 1819-1828. Архитектор К. И. Росси

## Скульптура
Искусство скульптуры, в особенности монументальной, связанной с архитектурой, а также скульптуры портретного жанра, входило в академическую триаду особо почитаемых «изящных искусств». До XVIII века в России скульптура была развита незначительно, либо в области сельских художественных ремёсел и самодеятельных резчиков по дереву, либо благодаря усилиям иностранных мастеров, поскольку православная традиция отрицательно относилась к созданию «идолов». Знаменитый конный монумент Петру I, созданный Б. К. Растрелли Старшим был отлит в бронзе только в 1747 году, а установлен перед Михайловским замком в Санкт-Петербурге в 1800 году. Бронзовый бюст царя Петра и его «восковая персона», как и группа «Анна Иоанновна с арапчонком» (1741), также созданные Растрелли, были мало известны публике.
С основанием в 1757 году сначала в Москве, а затем в Санкт-Петербурге Императорской Академии художеств постепенно формировалась отечественная школа ваяния и лепки. Первым учителем русских скульпторов в Академии художеств с 1758 года был французский скульптор Н.-Ф. Жилле. За двадцать лет преподавания в Академии он поставил обучение в скульптурном классе на профессиональную основу. Среди его учеников были практически все крупные мастера скульптуры русского классицизма: Ф. И. Шубин, Ф. Г. Гордеев, М. И. Козловский, И. П. Мартос, Феодосий Ф. Щедрин, А. А. Иванов, И. П. Прокофьев.
Ф. И. Шубин, закончив петербургскую Академию, стал первым русским скульптором-пенсионером во Франции, с 1767 года учился в парижской Академии художеств у Ж.-Б. Пигаля. Шубин был первым русским портретистом в скульптуре, он выполнил огромное количество портретов своих современников, его произведения — бюсты, статуи, рельефы — наполнены живым ощущением пластики, «теплотой» мрамора, и при этом отличаются необычайным сходством с моделями, выявлением их характера и даже внутреннего мира. Согласно концепции «сращивания» и ускоренного развития художественных стилей в России, творчество Шубина представляет собой яркий пример раннего романтического классицизма. Его произведения ближе истинному духу античности, чем работы его коллег, представителей французского неоклассицизма. Однако, поздний «панегирический портрет» Екатерины II в образе Законодательницы (1789—1790) вызвал «неудовольствие императрицы по причине двусмысленности аллегории Фемиды-Фортуны, что, возможно, послужило поводом к негласной опале скульптора». В основе этого произведения — этюд Э. М. Фальконе, представляющий императрицу в образе «Философии», а истинной причиной неудачи скульптора, скорее всего, является изменение вкусов в конце XVIII столетия: переходом от напыщенных аллегорий эпохи Просвещения к национально-романтическому варианту русского классицизма.
Другим выдающимся скульптором русского классицизма XVIII века стал Михаил Иванович Козловский, также ученик Жилле. Он продолжал художественное образование в Париже и Риме. В Италии, по его собственным словам, находился одновременно под впечатлением «ужасного дарования» Микеланджело и идиллического — Пуссена. В скульптуре Козловскому удалось совместить трудно сочетаемые идеалы классицизма и живописность формы, свойственную стилю барокко. Именно такими качествами обладает огромная фигура «Самсона, раздирающего пасть льва» (символ побеждённой в Северной войне Швеции) — фонтана «Самсон», созданная Козловским для Большого каскада в Петергофе. Скульптура является повторением аналогичной петровского времени. Утраченная во время Великой Отечественной войны, воссоздана в 1947 году по довоенным фотографиям скульптором В. Л. Симоновым.
Для памятника полководцу Суворову в Санкт-Петербурге скульптор создал аллегорическую фигуру бога войны Марса в римских доспехах, в шлеме, с мечом и щитом (в жизни Суворов был низкого роста и худосочного сложения). Первое время памятник стоял на южной границе Марсова поля (где проводились военные смотры и учения), близ Михайловского замка. В 1818 году к северной границе Марсова поля. Схожее по теме и стилю произведение: фигуры полководцев Отечественной войны 1812 года: Кутузова и Барклая де Толли перед Казанским собором в Санкт-Петербурге. Скульптор Б. И. Орловский представил российских маршалов в одеяниях, похожих на римские тоги.
- Ф. И. Шубин. Екатерина II – Законодательница. 1789. Русский музей, Санкт-Петербург
- Фонтан Самсон. Петергоф. Скульптор М. И. Козловский. 1801. Воссоздание В. Л. Симонов. 1947
- М. И. Козловский. Модель памятника А. В. Суворову. 1800. Русский музей, Санкт-Петербург
- Памятник Суворову возле Троицкого моста. 1801.
- Надгробие князя А. М. Голицына. Благовещенская усыпальница Александро-Невской лавры, Санкт-Петербург. Скульптор Ф. Г. Гордеев. 1789

Ф. И. Гордеев учился в петербургской Академии в 1759—1767 годах, затем стажировался в Париже у Жана-Батиста Лемуана Младшего. Из Парижа Гордеев переехал в Рим, где изучал античное искусство. В 1802 году стал ректором петербургской Академии художеств. В качестве отчёта за пенсионерскую поездку Гордеев представил на суд Совета Академии скульптурную группу «Прометей», полную барочной экспрессии и живописности. Ф. Г. Гордеев, М. И. Козловский, И. П. Мартос работали в жанре монументального надгробия. Выполненные ими фигуры отличаются выразительностью обобщённой пластики тела и драпировок, выдающей глубокое усвоение античной традиции.
Произведения И. П. Прокофьева, младшего из первого поколения русских академических скульпторов, отражают идиллическое течение в искусстве русского классицизма. Находясь в Париже, Прокофьев копировал произведения Э. Бушардона, французского скульптора и рисовальщика позднего рококо. Прокофьев — автор барельефов, украшающих вестибюль и парадную лестницу здания Академии художеств в Петербурге, декоративных рельефов по эскизам Чарлза Камерона, для построек в Павловск (1783).
В период александровского классицизма начала XIX века в Санкт-Петербурге создавались выдающиеся архитектурные ансамбли: Главного Адмиралтейства, Биржи на Стрелке Васильевского острова, Казанского собора. Такие ансамбли требовали выразительной монументально-декоративной скульптуры.
Ансамбль Биржи на Стрелке Васильевского острова, созданный по проекту французского архитектора Тома де Томона (использовавшего проект П. Бернара: «Гран при» Королевской Академии архитектуры в Париже), ближе всего по стилю к творениям французских мегаломанов. Ансамбль замечателен Ростральными колоннами с могучими фигурами из пудостского камня у основания (попарно у каждой колонны) — аллегорическими изображениями рек: Волги, Волхова и Невы (работы скульптора Франсуа Тибо) и Днепра (работа Жозефа Камберлена из Антверпена). Их атрибуция спорна. Сам Тома де Томон писал, что «база каждой колонны украшена огромными фигурами, которые символизируют божества моря и коммерции».
Замечательны также выполненные Камберленом аллегорические фигуры на аттиках здания Биржи: «Нептун с двумя реками» (восточный фасад) и «Навигация с Меркурием и двумя реками» (на западном фасаде).
C именами архитектора Андреяна Дмитриевича Захарова и многих скульпторов раннего александровского классицизма связан первоначальный проект здания Главного Адмиралтейства (1806—1823). При разработке проекта архитектор определил общую композицию: размещение скульптур и рельефов, раскрывающих главную тему: могущество морского флота России. Главный фасад П-образного в плане здания растянулся на 407 м в линию с Зимним дворцом, боковые фасады — на 140 м. Чтобы избежать монотонности, архитектор применил трёхчастную композицию, умело разработав боковые ризалиты портиками, а куб центральной башни в духе К.-Н. Леду увенчал ионической колоннадой и шпилем с корабликом, сохранив «затею» адмиралтейства петровского времени.
Аттик центральной башни здания Адмиралтейства оформлен горельефом «Заведение флота в России», выполненным И. И. Теребенёвым. По сторонам от главной арки — удивительные по красоте скульптурные группы «Нимф, несущих небесную и земную сферы» — идея и эскиз архитектора Захарова, модели академического скульптора Феодосия Фёдоровича Щедрина (1812—1813). Над аркой и фигурами нимф расположены летящие гении Славы работы И. И. Теребенёва. Им же выполнены горельефы с изображением летящих Слав двух Невских павильонов. На замковых камнях наличников окон — маскароны Нептуна (бога морей), наяд и тритонов (его свиты, скульптор Ф. Ф. Щедрин). Летящие Славы, трубящие победу, повторены на симметричных Невских павильонах.
Фигуры нимф вытесаны из пудостского камня в мощном лапидарном стиле, но с изысканной пластикой и «музыкальным движением». Архитектор и скульптор создали оригинальную композицию, в которой соединены разные темы классического искусства: образ морских нимф и кариатид — женских фигур, несущих тяжесть архитектурного перекрытия. Однако античные кариатиды, или коры, никогда не были связаны с изображением небесной или земной сфер. Эта тема ассоциируется с древнегреческим мифом об Атланте, держащем на своих плечах небесный свод (мотив Атланта, несущего небесную сферу, известен по позднеантичной скульптуре из Неаполитанского музея). Русские художники соединили этот мотив с образами изящных нимф или трёх граций. В результате остроумно обыгран диссонанс —хрупкие и нежные фигуры нимф выполняют тяжелый труд атлантов. Это противоречие разрешается за счёт пластики — кругового движения, хоровода нимф, зрительно соотносящегося с формой сфер на их плечах.
По углам нижнего куба центральной башни расположены четыре сидящие фигуры античных воителей: Ахилла, Аякса, Пирра и Александра Македонского. Выше, на колоннаде, — статуи четырёх времен года, четырёх ветров и четырёх стихий, к которым добавлены фигуры египетской Исиды, покровительницы мореплавания, и Урании, древнегреческой музы астрономии. Все фигуры повторены дважды, дабы получилось 28 статуй по числу колонн. Не сохранились уничтоженные в 1860-х годах аллегорические фигуры «лежащих рек» перед портиками главного фасада и двенадцати месяцев по углам треугольных фронтонов. С постаментов перед невскими павильонами были сняты временные гипсовые модели фигур, олицетворяющих четыре части света: Азии, Европы, Африки и Америки (планируется их восстановление). Можно только представить, каким было бы здание, если бы удалось полностью осуществить его скульптурное убранство. Довоенная программа скульптурного убранства здания Адмиралтейства отражает идею торжества России на земле и море. После победы в Отечественной войне 1812 года эта программа обрела новый смысл. Отсюда ассоциации убранства здания со стилем ампир, хотя вначале этот стиль не имелся в виду. Даже «петровский шпиц» в новом историческом контексте стал восприниматься по-ампирному.
Сын Ивана Ивановича Теребенёва — скульптор Александр Иванович Теребенёв участвовал в восстановлении интерьеров Зимнего дворца после пожара 1837 года, а для здания Нового Эрмитажа по проекту мюнхенского архитектора Лео фон Кленце создал гранитные фигуры атлантов (1846—1848).
В «послевоенном» русском классицизме возобладали имперские черты, что даёт основание многим историкам искусства причислять памятники, созданные после 1812 года, например здание Биржи и Главного Адмиралтейства с их скульптурами, к «русскому ампиру», что противоречит их стилевым качествам. Однако Триумфальную арку здания Главного штаба на Дворцовой площади в Санкт-Петербурге, Триумфальные ворота в Москве, Нарвские Триумфальные ворота в Санкт-Петербурге с их скульптурным убранством: фигурами Слав на колеснице, статуями воинов, уподобленных древнеримским легионерам, военной «арматурой» действительно можно соотнести со стилем ампир. «В этих образцах звучали патриотические идеи, утверждался героизм русского народа, одержавшего блистательную победу в войне с французами». К этому же кругу «послевоенных памятников» принадлежат фигуры воинов, созданные Василием Ивановичем Демут-Малиновским и Степаном Степановичем Пименовым для многих построек по проектам Карло Росси.
- Аллегория реки Невы. Южная ростральная колонна. Скульптор Франсуа Тибо
- Центральная башня здания Главного адмиралтейства в Санкт-Петербурге. 1806—1823
- Нимфы, несущие земную сферу. Здание Главного адмиралтейства. Санкт-Петербург. 1812—1813. Скульптор Ф. Ф. Щедрин
- Нимфы, несущие небесную сферу. Здание Главного адмиралтейства. Санкт-Петербург. 1812—1813. Скульптор Ф. Ф. Щедрин
- «Гений Славы, трубящий победу» Невского павильона здания Адмиралтейства. Скульптор И. И. Теребенёва
- Памятник Минину и Пожарскому в Москве. Проект 1818 г. Скульптор И. П. Мартос

Иван Петрович Мартос приобрёл славу благодаря памятнику Минину и Пожарскому. Модель памятника была создана в 1804 году, а установка на Красной площади в Москве состоялась только в 1818 году. Благодаря недавним событиям: освобождению Москвы от наполеоновского нашествия, герои войны 1612 года стали ассоциироваться в сознании москвичей с войной 1812 года. «Именно в этом монументе проявился тот пафос воодушевления, который был столь характерным для освободительной борьбы против наполеоновского нашествия». Этот монумент оказался первым скульптурным памятником в Москве, и вдобавок первым, установленным в разорённой французами столице. «Мотивы триумфального в новой классицистической архитектуре как нельзя более гармонировали с характером произведения Мартоса».
Благодаря творчеству Мартоса в русском искусстве окончательно утвердился жанр классицистического скульптурного надгробия. К числу созданных им шедевров относятся надгробия М. П. Собакиной, Е. С. Куракиной, Е. И. Гагариной и многих других.
- Надгробие Е.С. Куракиной. 1792. Скульптор И. П. Мартос. Благовещенская усыпальница Александро-Невской лавры
- Геркулес и Антей. 1811. Скульптурная группа перед зданием Горного института в Санкт-Петербурге. Архитектор А. Н. Воронихин. Скульптор С. С. Пименов
- Похищение Прозерпины. 1811. Скульптурная группа перед зданием Горного института в Санкт-Петербурге. Архитектор А. Н. Воронихин. Скульптор В.И. Демут-Малиновский
- Девушка с кувшином (Молочница). 1816. Екатерининский парк Царского Села. Скульптор П. П. Соколов

## Живопись
Живопись эпохи классицизма, в отличие от архитектуры и скульптуры, не была настолько строго подвержена влиянию главного стиля эпохи. Параллельные классицизму стилевые тенденции порой, наоборот, выходили на первый план. Так, отчетливо чувствуется линия «рококо — сентиментализм — романтизм», давшая в этот период таких художников, как Фёдор Рокотов, Владимир Боровиковский, Орест Кипренский. Тем не менее даже на самом радикальном проявлении «неклассического» лежит отпечаток классицизма. А сильнее всего из всех жанров живописи он отразился в исторической.
В иерархии жанров живопись занимала низшее положение по сравнению со скульптурой — как из-за того, что античных образцов живописи практически не сохранилось, так и из-за более высокой мемориальной способности скульптуры, что было важным для назидательности классицизма.
Крайне высокая роль отводится изучению рисунка. Под его «превосходство» подводится теоретический базис — он возник раньше, чем живопись, служит ей фундаментом, способен изобразить вещь без красок, и т. п. Образцы «рисовальной науки» тщательно сберегали.
Во 2-й пол. 18 века искусство становилось все более публичным. В Академии художеств укоренилась традиция выставок, которые становились «судьбоносными» для лучших художников; возник обычай отправлять медалистов в зарубежные поездки.

## Музыка
Музыка периода русского классицизма ничем не отличалась от музыки, созданной европейскими композиторами.

## Театр
Театральное действие рассматривалось как «картина», цель актёров считалась одинаковой с художниками — то есть занять зрение, тронуть сердце и ум, напомнить о славном историческом прошлом и обличить пороки, вдохнув любовь к добродетели. «Театральность», преувеличенность экспрессии оправдывалось из-за дальнего расстояния сцены и условности.